# Ötz (Gemeinde Mühldorf)
Ötz ist eine Ortschaft und als Oetz eine Katastralgemeinde der Marktgemeinde Mühldorf im Bezirk Krems in Niederösterreich. Die Ortschaft hat 149 Einwohner (Stand 1. Jänner 2024).

## Geografie
Das kleine, westlich von Mühldorf gelegene und über Nebenstraßen erreichbare Dorf besteht nur aus wenigen Gehöften. Zur Ortschaft zählt aber auch die Rotte Wegscheid im Westen.

## Geschichte
Laut Adressbuch von Österreich war im Jahr 1938 in Ötz ein Landwirt mit Ab-Hof-Verkauf ansässig.